# Atahualpa Habaspamba
Atahualpa-Habaspamba (más conocida como Atahualpa) es una parroquia que está ubicada en la parte norcentral del Distrito Metropolitano de Quito, en la provincia de Pichincha.

## Historia
Su antigua denominación era Habaspamba, que significa “planicie de habas”. Atahualpa está situada en la región del río Cubí, en la prehistoria estaba habitada por las tribus de raza Cayapa-Colorado y por ayllus de las parcialidades de los Imbaburas.
La zona fue poblada por la etnia Pirucho, de cultura caranqui, que pobló toda la zona centro norte de Pichincha. Munango fue el cacique de todas estas tribus, quien con su gente ayudó al curaca Añaquito en la guerra contra Huayna Cápac que invadió estas tierras. Tolas y sepulcros de este pueblo se encuentran desde las faldas del cerro Mojanda hasta Curubuela, hoy Alobuela.
Durante la Colonia fue parte de una extensa encomienda centrada en Perucho, en aquella época existió un adoratorio al sol y junto a él una laguna sagrada llamada El Machay donde vivía el gran sacerdote que administraba las ceremonias, rituales y las curaciones a todos los peregrinos que acudían al lugar.
En la colonia en 1.586, el encomendero de los territorios de los Piruchos fue el capitán Diego Torres, quien tomó como propiedad los territorios de lo que hoy es Piganta, Chavezpamba y Alobuela. Después se apoderan los Padres Agustinos, más tarde se apropian las familias Herrera, Venegas y Arco López.
Los terremotos de 1859 y el de 1868 fueron trágicos. El terremoto de 1868 destruyó a Perucho casi completamente. “La Iglesia de Perucho es hecha con la buena madera que hay en los árboles de Atahualpa, maderas de matachi, roble, y para techos el tarqui. Cuando se cayó el templo en el terremoto de Ibarra, se le volvió a construir con la misma madera, los pilares habían quedado intactos... “(Testimonio de Antonio Merizalde-Perucho).
El pánico y la pérdida de bienes provocó que los habitantes abandonen sus huertos. El agua estancada en el clima caliente de Perucho trajo como consecuencia la peste del paludismo, que asoló a la región. A partir de esa tragedia se inicia un descenso poblacional y territorial. Surgen las iniciativas apoyadas de párrocos y hacendados para conformar nuevos pueblos, tal como había sucedido con la parroquialización de Puéllaro (anejo de Perucho) en 1861.
Coba Robalino escribe que en 1870, Miguel Herrera, propietario de Habaspamba, propuso al párroco Carlos Rafael Forero crear un nuevo pueblo, siguiendo el ejemplo de San José de Minas. Para ello cedió todo el terreno necesario para la plaza, iglesia, calles y cementerio. Los pobladores hicieron una capilla provisional, un galpón de bahareque cubierto de paja. Las autoridades eclesiásticas ordenaron edificar una capilla pública y señalaron como patrona a la Virgen de la Concepción.
El 1 de agosto de 1894 a través de una Ordenanza emitida por el Concejo Municipal de Quito se eleva a parroquia integrada al cantón Quito. El nombre de Atahualpa fue propuesto por el concejal Alejandro Cárdenas, como homenaje al último emperador del Tahuantinsuyo. Entre 1911 y 1936, la parroquia formó parte de la jurisdicción del cantón Pedro Moncayo, volviendo a formar parte de Quito desde el 28 de julio de 1936, celebrando su parroquialización oficial el 16 de enero de 1954.

## Economía
Tiene 3 climas, subtropical, templado y frío, lo que permite una variedad de productos. Los meses de lluvia son de abril a junio y los meses secos: junio a septiembre.

## Turismo
Atahualpa, Chavezpamba, Perucho, Puéllaro y San José de Minas integran actualmente la zona norcentral del Cantón Quito, denominada como Ruta Escondida.
- 1.	Mojanda Grande

Bosque Protector Mojanda Grande,
Páramo Mojanda Grande,
Camino hacia las Lagunas de Mojanda,
Río Santa Bárbara,
Cascada del Cucho,
Camino de García Moreno hacia Otavalo,
Cerro Fuya Fuya
- 2.	Mojandita

Cascada de Ingalarca,
Cascadas de Rumihuasi,
Páramo de Cambugacho,
Bosque Los Amarillos,
- 3.	El Moyal

Mirador El Moyal,
Carretero hacia Malchinguí
- 4.	El Astillero

Cascadas del Río Mojanda,
Mirador El Panecillo,
Mirador de Tabiro
- 5.	Las Palmeras

Mirador de Cedropamba,
Mirador de Cullivaro,
El Machay
- 6.	El Triunfo

Museo Cultural Atahualpa
- 7.	El Progreso

Parque Central,
Iglesia,
Campo Santo Atahualpa
- 8.	San Francisco

Granja Amiga
- 9.	San Vicente

- 10.	Tinajillas

Mirador Borregaloma
- 11.	Santa Marianita

Mirador de Chusna
- 12.	San José

Granja del Tío Tore
- 13.	Piganta

Hacienda Piganta,
Bosque Protector Piganta,
El Valle Encantado Aguas Termales,
Balneario El Paraíso,
Balneario Saavi, Finca Don Arturo.

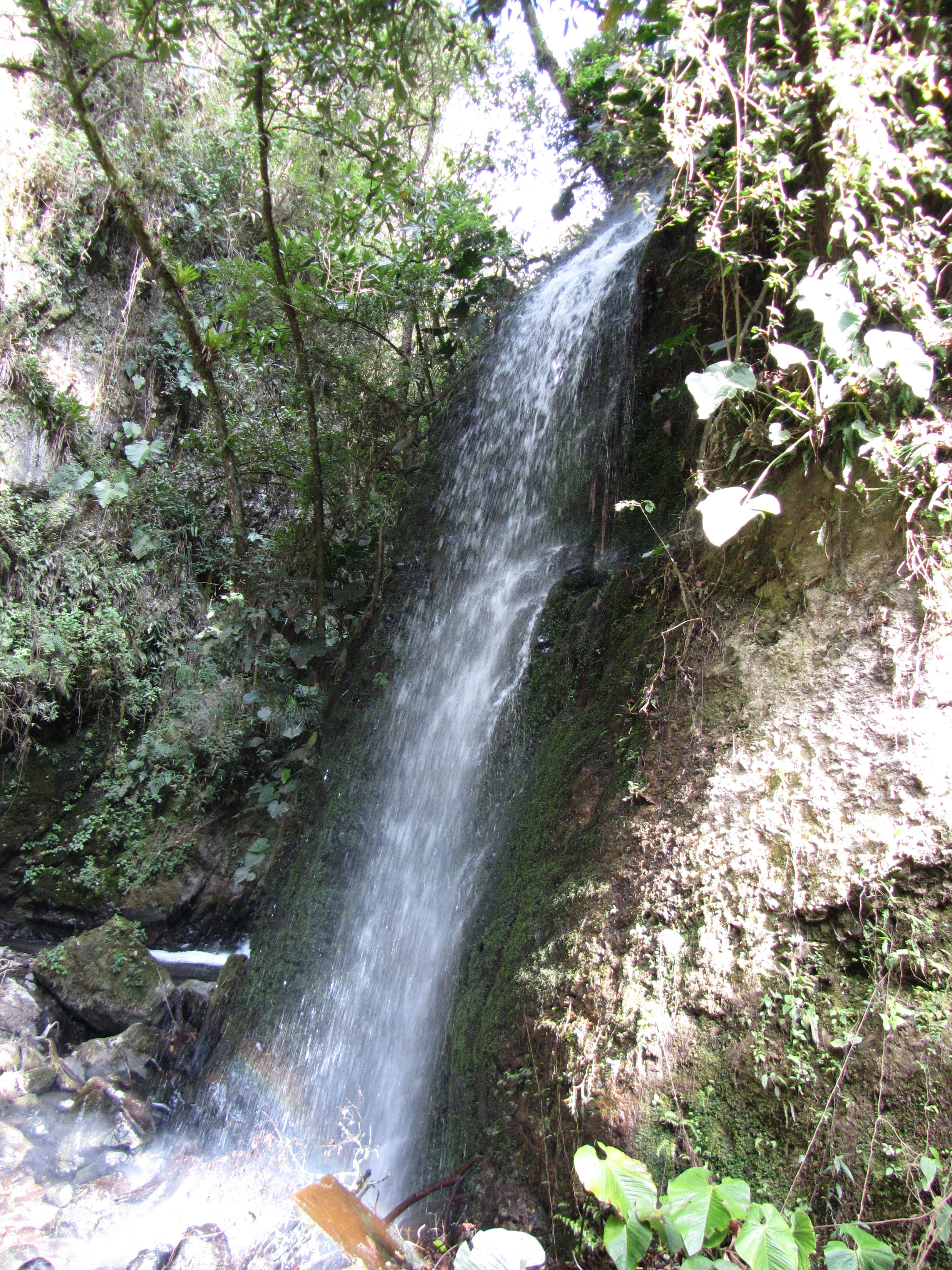
Una cascada del Río Mojanda Grande

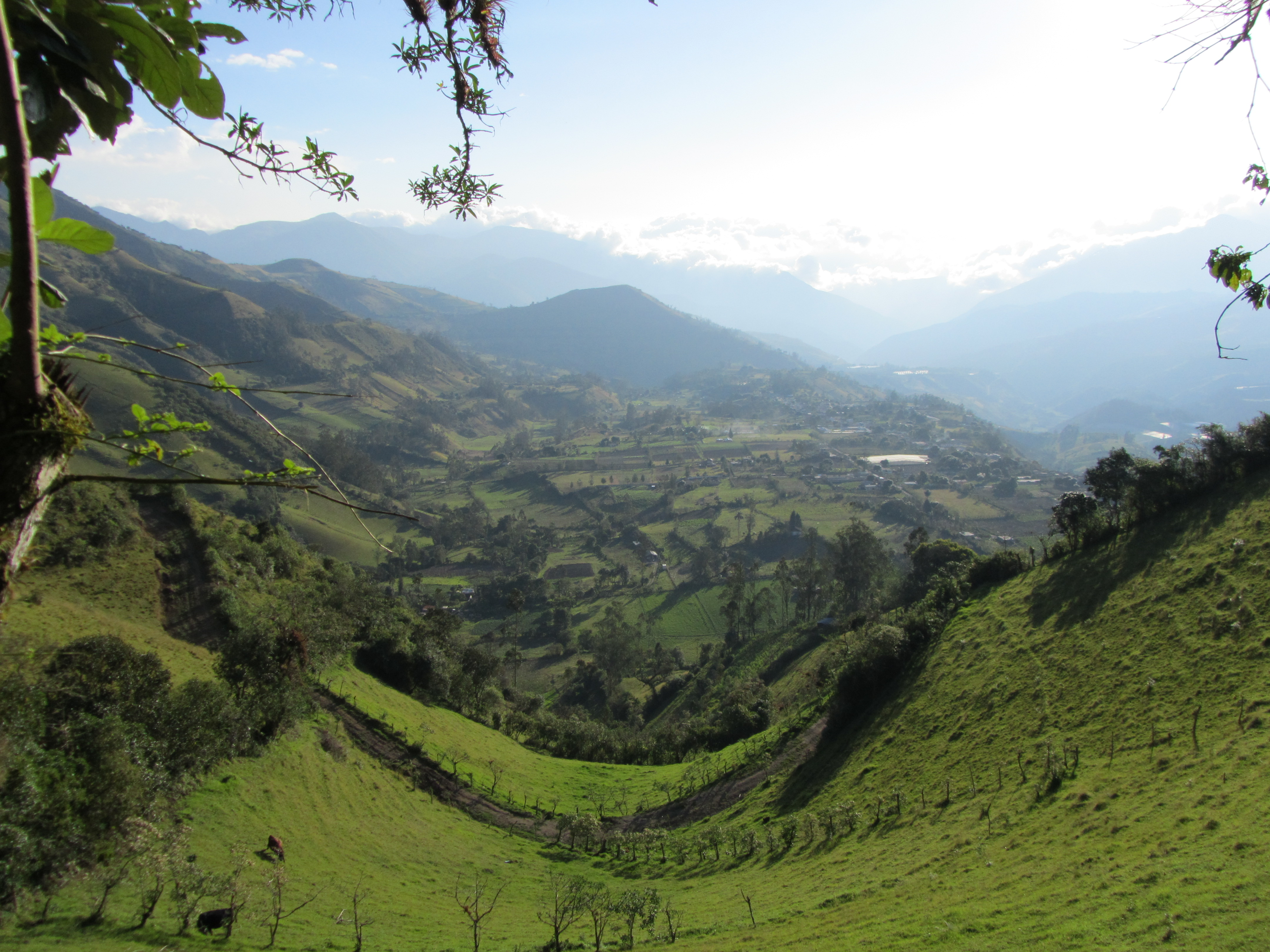
Vista del Panecillo

- El río Cubí que colinda con las hermanas parroquias de San José de Minas, Chavezpamba y Atahualpa.

## Fiestas
- Febrero: Carnaval. Fiesta por el Divino niño.

Diferentes grupos de música y danza se organizan y desfilan por las calles, se utiliza carioca para rociar a la gente.
- Abril: Semana Santa.

Se lleva a cabo el vía-cruzis por los barrios y procesiones con los santos y el santo sepulcro el Viernes Santo.
- Junio: San Pedro y San Pablo. La fiesta de la cosecha la más tradicional de todas. Un barrio es el prioste que organiza la fiesta, los grupos de danza y música bailan desde la parte alta y van recibiendo la pashcarishca (comida y bebida) en el camino, después de unas horas se toman la plaza, cada grupo lleva consigo la rama de gallos que la entregan al prioste mayor.

- Agosto: Aniversario parroquia.

Agosto, arte, cultura, ecología y ecoturismo en Atahualpa.
Durante todo el mes los fines de semana tienen una agenda variada de eventos especiales. Festivales de música y danza, excursiones, desfiles, carros alegóricos, la elección de la reina, ferias y otras.
- Octubre:Novena Virgen de Quinche.

La imagen de la Virgen visita todos los barrios de la parroquia.
- Noviembre 21: Fiestas de la Virgen del Quinche

Hay misas y actividades especiales (castillo, juegos pirotécnicos), romería y caminatas en honor a la Virgen.
- Diciembre: Inmaculada Concepción de Atahualpa.

Se realiza una misa especial y actividades especiales, castillo, juegos pirotécnicos.